# Xaver-Hafner-Brücke
Die nach dem Politiker Franz Xaver Hafner benannte Xaver-Hafner-Brücke verbindet im Landkreis Straubing-Bogen die Stadt Bogen im Norden mit Aiterhofen im Süden. Die Brücke quert die Donau bei Stromkilometer 2.308,400 im Verlauf der Kreisstraße SR 22.

## Konstruktion

### Überbau
Es handelt sich um eine teilweise gevoutete Spannbeton-Hohlkasten-Brücke aus acht Feldern mit einer Gesamtstützweite von 604 Metern. Der Überbau besteht aus einem einzelligen quer vorgespannten Hohlkasten mit Konstruktionsbreite 14 Meter und führt eine Fahrbahn mit einem Ausbauquerschnitt von 8,50 Metern mit beiderseitigen Gehwegen. Die Konstruktionshöhe des Überbaus im Bereich der Vorlandbrücken liegt bei 3,20 Metern. Bei der Strombrücke erreicht die Konstruktionshöhe bis zu 8,00 Meter direkt über den beiden Flusspfeilern. Die Stützweiten betragen (von Nord nach Süd) 64,5 - 78 - 154 - 78 - 59 - 59 - 59 - 52,5 Meter. Die maßgebliche Konstruktionsunterkante über der Wasserstraße liegt auf der Höhe 323,72 m ü. NN.

### Unterbauten
Die beiden Flusspfeiler ruhen auf Flachgründungen und haben Stahlbetonhohlquerschnitte mit Natursteinverblendung. Die Vorlandpfeiler mit Vollquerschnitt und die Widerlager sind auf Großbohrpfählen gegründet.

### Bauausführung
Die Stromöffnung und die beiden anschließenden Felder wurden in jeweils 14 Takten im Freivorbau von den Flußpfeilen her ausgeführt. Die Vorlandbrücken wurden feldweise betoniert.

## Geschichte
Bis zur Fertigstellung des Brückenneubaus im Jahr 1986 konnte die Donau in diesem Bereich nur auf dem Wasserweg überquert werden. Die nächstliegenden Straßenbrücken waren in Straubing und Deggendorf.
Erste Bemühungen an dieser Stelle einen Donauübergang zu schaffen gab es 1927, als die Bürger von Hermannsdorf und Ainbrach eine Donaubrücke beantragten. Ab 1949 liefen Gespräche zwischen den Landräten der beiden betroffenen Landkreise Bogen und Straubing zu einem Brückenstandort zwischen Hofweinzier und Ainbrach. Immer wieder scheiterten neue Bemühungen an der Finanzierung. Erst 1977 zeichnete sich durch die Aussicht auf eine hohe Zuschußquote eine Realisierbarkeit ab. Das Planfeststellungsverfahren wurde 1979 durch den Landkreis Straubing-Bogen eingeleitet. Der erste Spatenstich erfolgte am 3. November 1982. Am 14. August 1986 wurde vom Kreistag der Name auf Bogenberg-Brücke festgelegt. Die Verkehrsfreigabe war am 19. September 1986. Später erfolgte die Umbenennung in Xaver-Hafner-Brücke.

### Weitere Bezeichnungen
Früherer offizieller Name war Bogenberg-Brücke. Die  Wasser- und Schifffahrtsverwaltung des Bundes bezeichnet diese Brücke in ihren Veröffentlichungen als Strassenbrücke Bogen und führt sie unter BWNr.30a .

Manche Meldungen in der lokalen Presse verwenden fälschlicherweise Franz-Xaver-Hafner-Brücke.

## Brückenskulptur

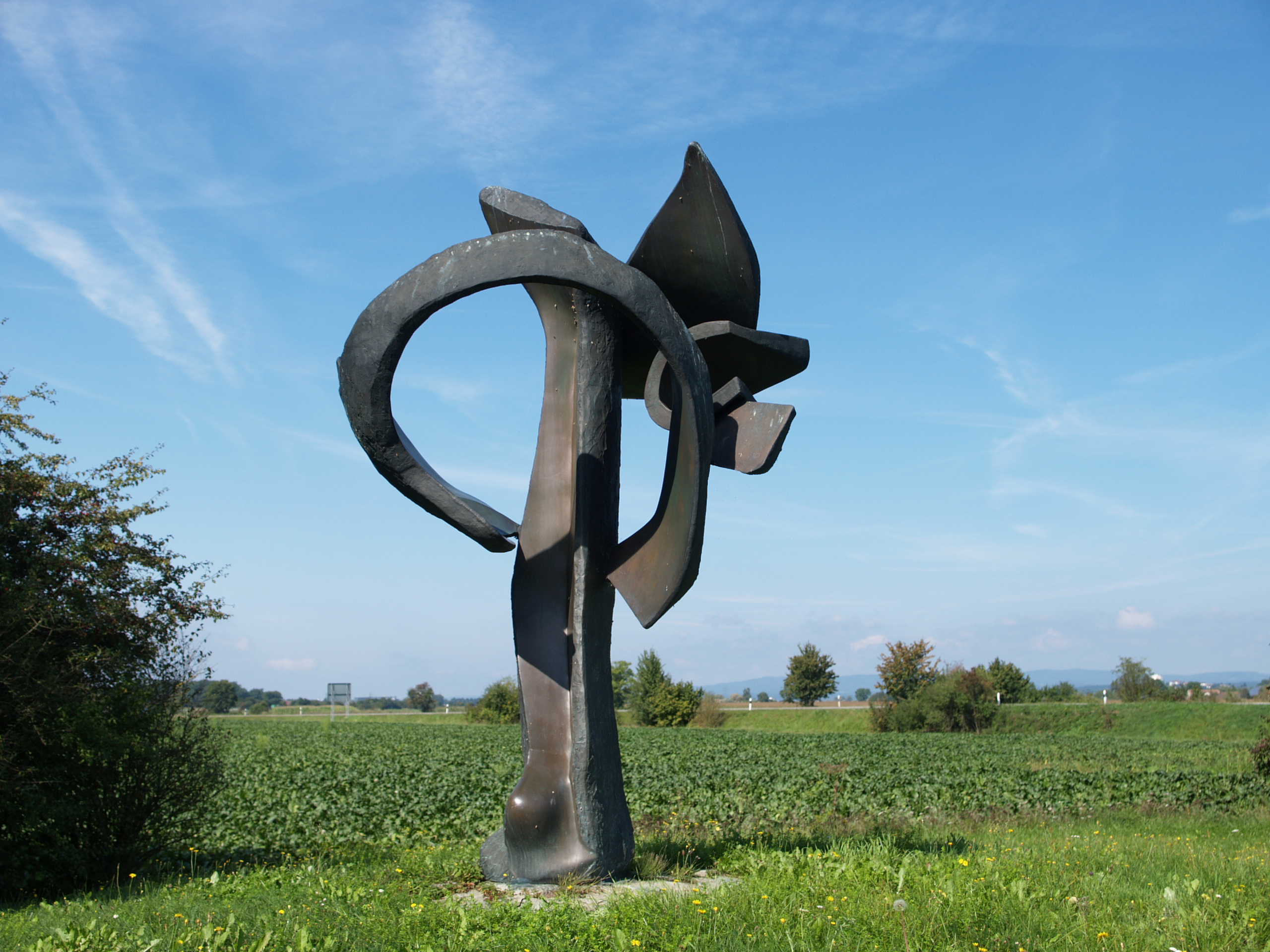
Brückenskulptur von Hans Rieser

Südwestlich von Ainbrach steht bei einem Parkplatz an der Kreisstraße SR 22 die von Bildhauer Hans Rieser geschaffene Brückenskulptur.